# Qayen
Qayen (persiska: قاین), eller Qaen (قائِن), är en stad i Sydkhorasanprovinsen i Iran. Den kallas också ”Saffransstaden”. Folkmängden uppgår till cirka 42 000 invånare. Staden är administrativt centrum för delprovinsen (shahrestan) Qaenat.
Den nuvarande staden ligger i en bred dal, och bildades under 1500-talet på samma plats som en äldre stad. Senare kom uzbekerna och tog över staden, och höll den till Abbas den store (1588-1629) kom och kastade ut dem. Under 1700-talet tog afghanerna över.
En lermur omger den moderna staden. De rikas bostadsområden ligger utanför muren. Staden är ett centrum för handel, men har också företag som tillverkar filtar och mattor. I trakten omkring finns kullar på en höjd av cirka 2 750 meter som går nordväst-sydöst och sänker sig till Sistansänkan i söder. Området är viktigt för produktionen av saffran, olika sädesslag, grönsaker och trä.
Flera historiska platser finns i området, som Bozorgmehr Qainis grav, fem kilometer söderut.
Minst 2 400 personer i Qayen och området omkring dödades i en jordbävning den 10 maj 1997.